# Castanheira de Pera (freguesia)
Castanheira de Pera era una freguesia portuguesa del municipio de Castanheira de Pêra, distrito de Leiría.

## Historia
La freguesia de Castanheira se fundó en 1502, perteneciendo originalmente al municipio de Pedrogão Grande. Al extinguirse este en 1895 pasó al municipio de Figueiró dos Vinhos, volviendo al de anterior cuando dicho municipio se restauró en 1899. Sin embargo, el auge de la industria lanera en la freguesia fomentó los deseos de total autonomía de la población, que fructificaron con la creación en 1914 del pequeño municipio actual, que incluía la freguesia de Coentral.
Fue suprimida el 28 de enero de 2013, en aplicación de una resolución de la Asamblea de la República portuguesa promulgada el 16 de enero de 2013 al unirse con la freguesia de Coentral, formando la nueva freguesia de Castanheira de Pêra e Coentral.

## Patrimonio
En el territorio de la antigua freguesia se encuentran las playas fluviales de Rocas y Poço da Corga.